# Pistacia chinensis
Pistacia chinensis o pistatxer xinès, en xinès: 黄连木, és un arbre de mida petita a mitjana natiu del centre i oest de la Xina que s'utilitza com planta ornamental en jardins. Es tracta de l'espècie del gènere Pistacia més resistent al fred (tolera fins -25 °C), a més de suportar viure en sòls pobres. Normalment fa de 9 a 15 m d'alt i excepcionalment arriba als 25 m. És caducifoli. Les fulles són pinnades de 20-25 cm de llarg amb de 10 a 12 folíols. Les flors les fa en panícules. És dioic. El fruit és una drupa blava quan està madura.
Ha de créixer a ple sol, ja que és intolerant a estar a l'ombra.

## Usos
També es fa servir com portaempelt pel pistatxer Pistacia vera. A la Xina l'oli dels seus fruit es fa servir com biocombustible. La fusta es fa servir en mobles i proporciona un tint groc. Es fa servir en els dissenys de jardins clàssics xinesos.